# Thierry Lepeltier
Pour les articles homonymes, voir Lepeltier.
Thierry Lepeltier, né en 1962, est un céiste français de slalom. 
Il est médaillé d'argent en canoë monoplace (C1) par équipe aux Championnats du monde 1989 à Savage River.